# Venturia leptogaster
Venturia leptogaster är en stekelart som först beskrevs av Cameron 1904.  Venturia leptogaster ingår i släktet Venturia och familjen brokparasitsteklar. Inga underarter finns listade i Catalogue of Life.